# NGC 6284
NGC 6284 est un amas globulaire situé dans la constellation d'Ophiuchus à environ 37 200 a.l. (11,4 kpc) du Soleil et à 13 400 a.l. (4,1 kpc) du centre de la Voie lactée. Il a été découvert par l'astronome germano-britannique William Herschel en 1787.

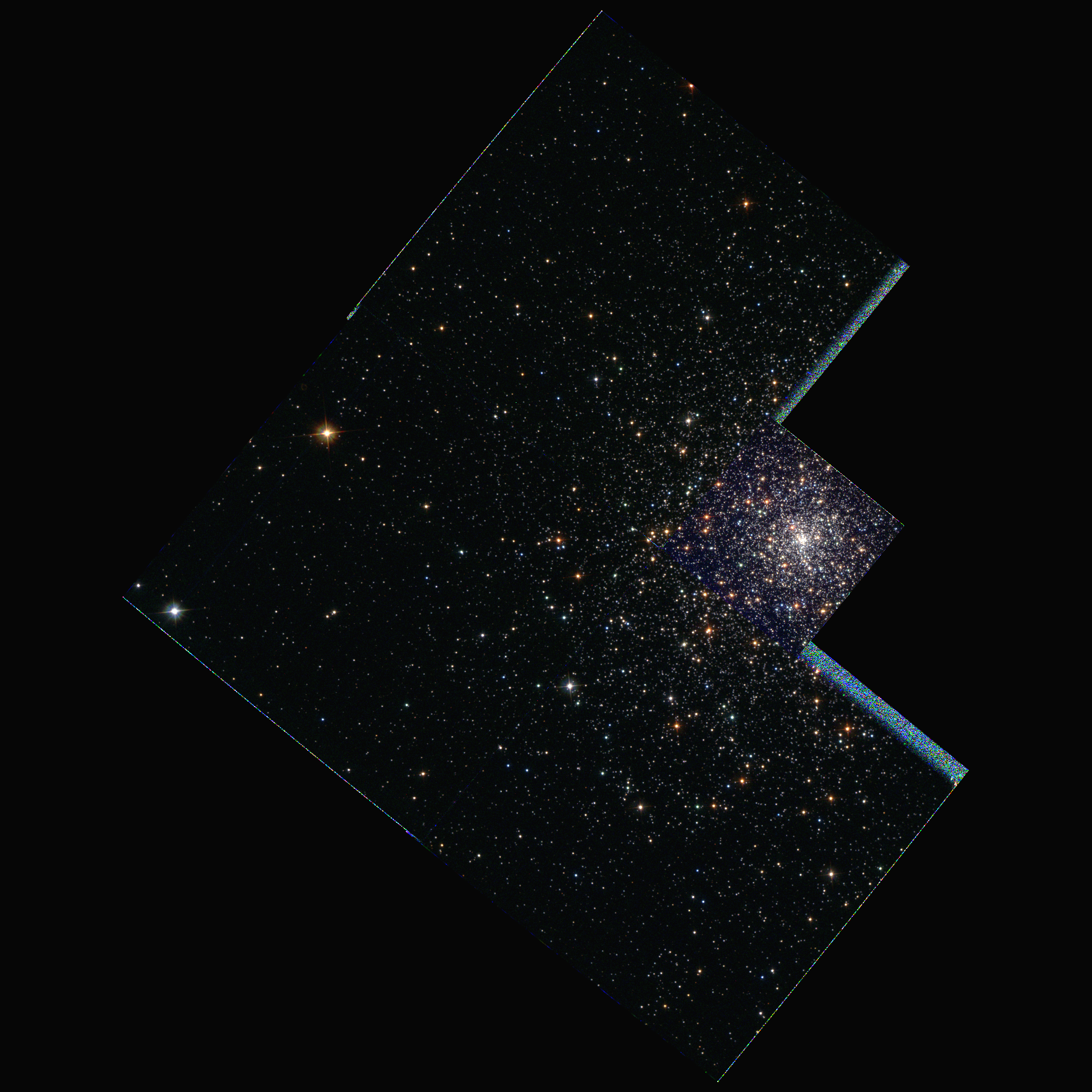
NGC 6284 par le télescope spatial Hubble.

## Caractéristiques
Selon la base de données Simbad, la vitesse radiale héliocentrique de cet amas est égale à (28,26 ± 0,93) km/s. William W. Harris indique une vitesse semblable, soit (27,6 ± 1,7) km/s. Selon Forbes et Bridges, sa métallicité est estimée à −1,13 [Fe/H] et son âge d'environ 11,14 milliards d'années.
Selon une étude publiée en 2011 par J. Boyles et ses collègues, la métallicité de l'amas globulaire NGC 6284 est égale à -1,26 et sa masse est égale à 361 000 {\displaystyle M_{\odot }}. Dans cette même étude, la distance de l'amas est estimée à environ 15,3 kpc (∼49 900 al).
Selon cinq publications rapportées sur la base de données Simbad, la métallicité de NGC 6284 varie de -1,25 à -1,50. La métallicité d'un objet céleste est le logarithme du rapport de sa concentration en fer sur celle du Soleil. Une métallicité de -1,50 à -1,25 signifie que la concentration en fer de NGC 6281 est comprise entre 3,2 % et 5,6 % de celle du Soleil. Après le Big Bang, l'Univers étant surtout composé d'hydrogène et d'hélium, la métallicité était pratiquement nulle. L'univers s'est progressivement enrichi en métaux (éléments plus lourds que l'hélium) grâce à la synthèse de ceux-ci dans le cœur des étoiles. La métallicité des amas du halo de la Voie lactée varie d'un centième à un dixième de la métallicité solaire, ce qui signifie que ces amas se décomposent en deux sous-groupes, les relativement jeunes et les vieux. Selon sa métallicité, NGC 6284 serait donc un amas relativement jeune, âgé de 11,1 milliards d'années.

## Galerie

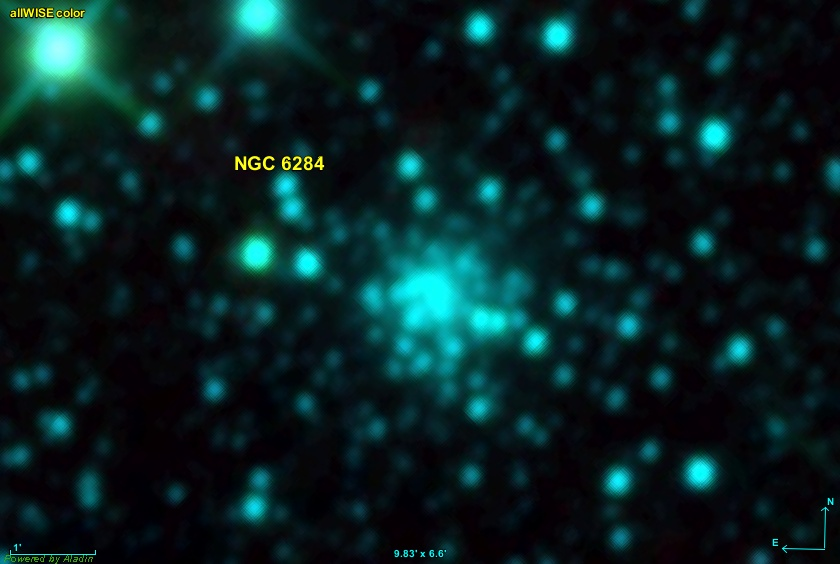
NGC 6284 en infrarouge par le télescope spatial Wide-field Infrared Survey Explorer.
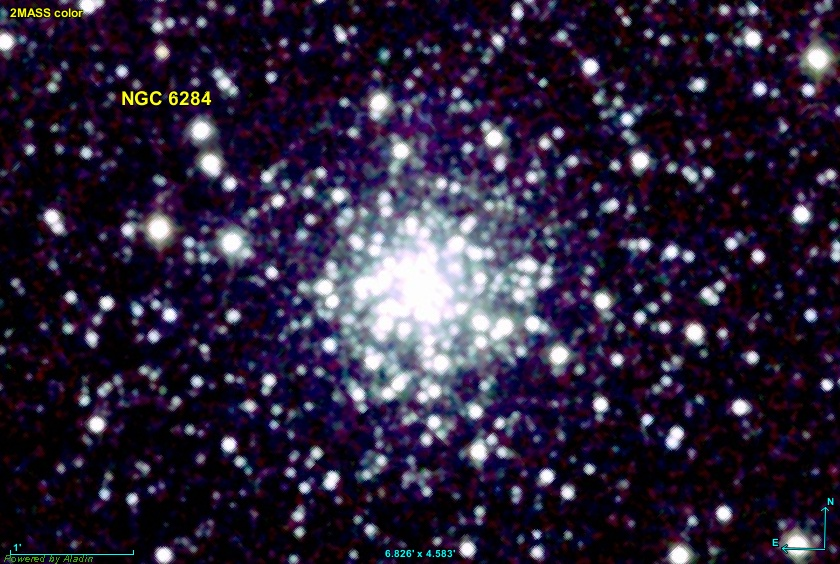
Autre image de NGC 6284 en infrarouge par le relevé 2MASS.
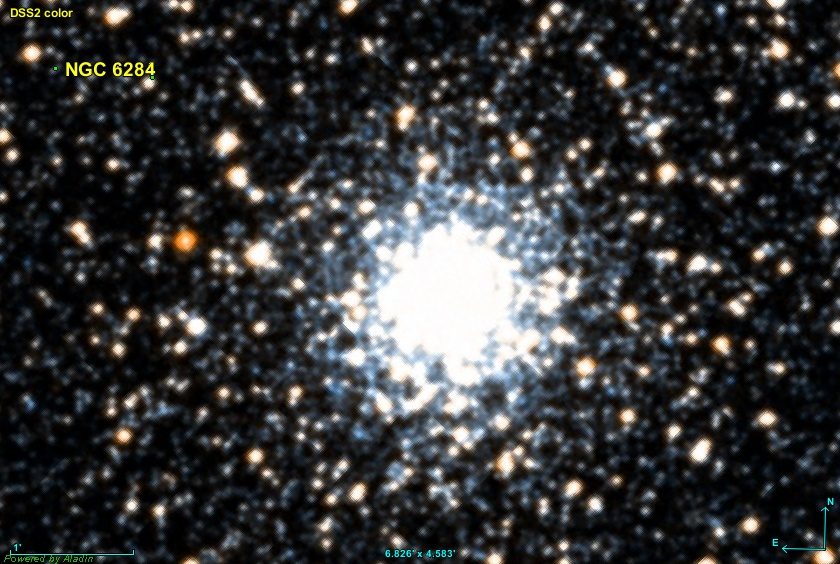
Autre image de NGC 6284 en lumière visible (DSS).